# Horsey Mere
Der Horsey Mere ist ein See in der englischen Grafschaft Norfolk, der 4 Kilometer nordöstlich der Ortschaft Potter Heigham liegt. Er läuft ab in den Fluss Thurne und gehört dem National Trust for Places of Historic Interest or Natural Beauty.

## Name, Lage und Beschreibung
Der Horsey Mere ist der einzige See der Norfolk Broads, der als „Mere“ bezeichnet wird. Der Grund liegt in der Tatsache, dass er als einziges künstliches Gewässer dieser Art von einem natürlichen erhöhten Ufer umgeben ist. Der Name folgt aus dem altniederländischen Wort „mere“, das einen künstlichen See bezeichnet.
Es handelt sich um einen flachen Brackwassersee nahe der Küste, der zusammen mit dem Hickling Broad und dem Heigham Sound das Flusssystem des oberen Thurne bildet. Horsey Mere hat einen Tidenhub von 5–10 Zentimetern, der über die Flüsse Thurne und Bure von der Mündung bei Great Yarmouth auf- bzw. abläuft.
Der See liegt am Ende des schmalen Meadow Dyke und ist für die Sportschifffahrt freigegeben. Im Norden führt der schmale und seichte Waxham New Cut rund 2 Kilometer bis zu der Brücke von Brograve. Hier besteht für geübte Führer von Booten, die nicht länger als 8 Meter sind, eine Wendestelle.
Dem Gewässer werden durch zwei Entwässerungspumpen, Brogave Mill Pump und Horsey Mill Pump, ständig große Wassermengen zugeführt. Sie entwässern ein Gebiet im Norden und Osten in Küstennähe der Nordsee. Die Entwässerung hatte eine Absenkung des Grundwasserspiegels zur Folge, was zu einem Anstieg des Salzgehalts von Horsey Mere führte.
Am Ostende des Sees befindet sich bei einer kleinen Ansammlung von Häusern mit Kirche, Entwässerungsmühle und Gasthaus, genannt Horsey, ein enger, 150 Meter langer Stichkanal, der Anlegemöglichkeiten für Segelboote bietet. Der Ort Horsey ist beschildert von der Landstraße A149 aus Richtung Martham oder Stalham zu erreichen.

## Gebiet des National Trust

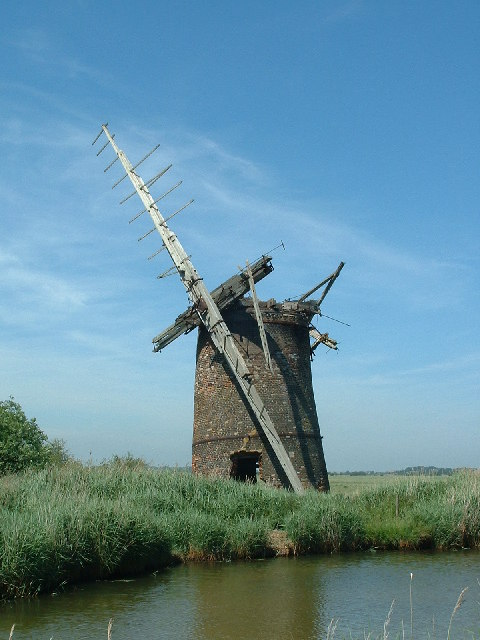
Ruine der alten Entwässerungsmühle von Brograve

Der National Trust erwarb das Horsey Estate im Jahr 1948 von der Familie Buxton, die es weiterhin verwaltet. Die Horsey Estate Stiftung pflegt den größeren Teil des Horsey Estate mit Unterstützung durch die Broads Authority und das Broadland Flood Alleviation Project (Projekt zur Hochwasserbekämpfung). Auch die Horsey Entwässerungsmühle gehört dem National Trust.
Horsey Mere und Umgebung hat sowohl nationale als auch internationale Bedeutung. Das Gebiet beherbergt viele überwinternde Vogelarten sowie eine kleine Kolonie von Kreuzkröten. Libellen und Schmetterlinge, wie z. B. der Schwalbenschwanz, können beobachtet werden.

“The Bitterns boomed and Marsh Harriers hawked over Horsey, the caterpillars of the Swallowtail were still to be found on clumps of Milk Parsley”

„Die Rohrdommeln riefen und Rohrweihen flogen über Horsey, die Raupen des Schwalbenschwanzes waren immer noch auf den Büscheln des Wiesenkerbel zu finden.“